# Metztli

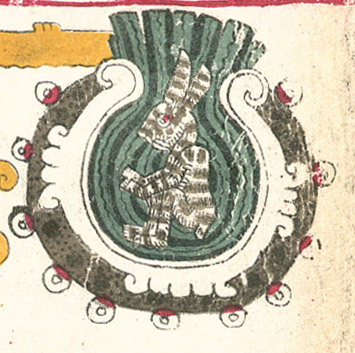
Meztli del Còdex Borgia

Meztli, Metzti o Metzi (en náhuatl: metztli, ‘la lluna’ o ‘la lluna negra’‘mëtztli, lluna; tliltic, negre’). També nomenada Ixchel, en la mitología asteca es el nom donat al deu que es va convertir en la deessa de la lluna. En les cultures originàries d'Amèrica les deïtats nadiues eren vinculades a elements del entorn natural. La imatge de la deïtat superior era representada, en algunes ocasions, pel Sol. Mentre que la figura femenina, ho era per la Lluna. La relació dels noms no es estrany en las diferents cultures indígenes, a mes se li vinculava una mascota serp que en el seu estómac portava l'aigua del cel. D'acord amb els coneixements de la cultura maia, ja era conegut l'efecte gravitatori de la lluna i la seva influència sobre las marees a la terra. Metztli tenia la facultat de dominar l'aigua sobre el planeta a través de la serp, amb la qual enviava tempestes o inundacions. La seva figura representava també l'amor matern.
El calendari maia estava basat en les fases de la lluna. La seva influència era molt gran sobre la cultura, se li relacionava amb la mort pels efectes de les catàstrofes relacionades amb l'aigua. Però per altra banda, tenia un efecte benefactor per ser la patrona de la maternitat, i se li atribuïa l'invent de l'art del teixit. La seva figura era representada sempre amb una faldilla amb ossos creuats bordats, en representació de la mort pels seus càstigs aplicats als desastres naturals basats en l'aigua. Del seu nom es podria haver extret el lexema del qual derivaria Mèxic.